# Foreste pluviali di pianura della Nuova Guinea meridionale
Le Foreste pluviali di pianura della Nuova Guinea meridionale sono una ecoregione terrestre della ecozona australasiana appartenente al bioma delle Foreste pluviali di latifoglie tropicali e subtropicali (codice ecoregione: AA0122) che si sviluppa per circa 123.000 km2 sulla Nuova Guinea.
Lo stato di conservazione è considerato critico.
La regione forma, assieme alla ecoregione delle Foreste pluviali di pianura del Vogelkop e delle isole Aru, l'ecoregione globale denominata Foreste delle pianure del sud della Nuova Guinea, inclusa nella lista Global 200.

## Territorio
Questa ecoregione si sviluppa lungo le foreste di pianura a sud della catena montuosa della Cordigliera centrale dell'isola della Nuova Guinea sia nella parte indonesiana, che il quella della Papua Nuova Guinea.
L'ecoregione copre le zone umide che vanno da 100 a 1.000 m. sui pendii meridionali della Cordigliera. Durante la stagione delle piogge i grandi fiumi che drenano i monti della cordigliera determinano l'inondazione di questa ecoregione. Le estese foreste di paludi d'acqua dolce, che si trovano a quote più basse, e interessano le aree delle pianure del fiume Fly a sud e i tratti inferiori di alcuni altri fiumi che scorrono dagli altopiani verso il mare, sono state inserite nelle Foreste paludose della Nuova Guinea meridionale (AA0121). Anche le foreste di paludi d'acqua dolce nel Vogelkop meridionale sono state incluse in tale ecoregione (AA0121).
Sebbene la Nuova Guinea sia un'area tettonica molto attiva con una storia geologica complessa, la geologia della piattaforma della Papua Occidentale, dove si trova questa ecoregione, mostra poche pieghe che indicano stabilità. La geologia di superficie dell'ecoregione è costituita da sedimenti su pianure alluvionali e conoidi alluvionali.
Il clima dell'ecoregione è tropicale umido, caratteristico di questa parte della Melanesia, situata nell'Oceano Pacifico occidentale a nord dell'Australia.

## Flora

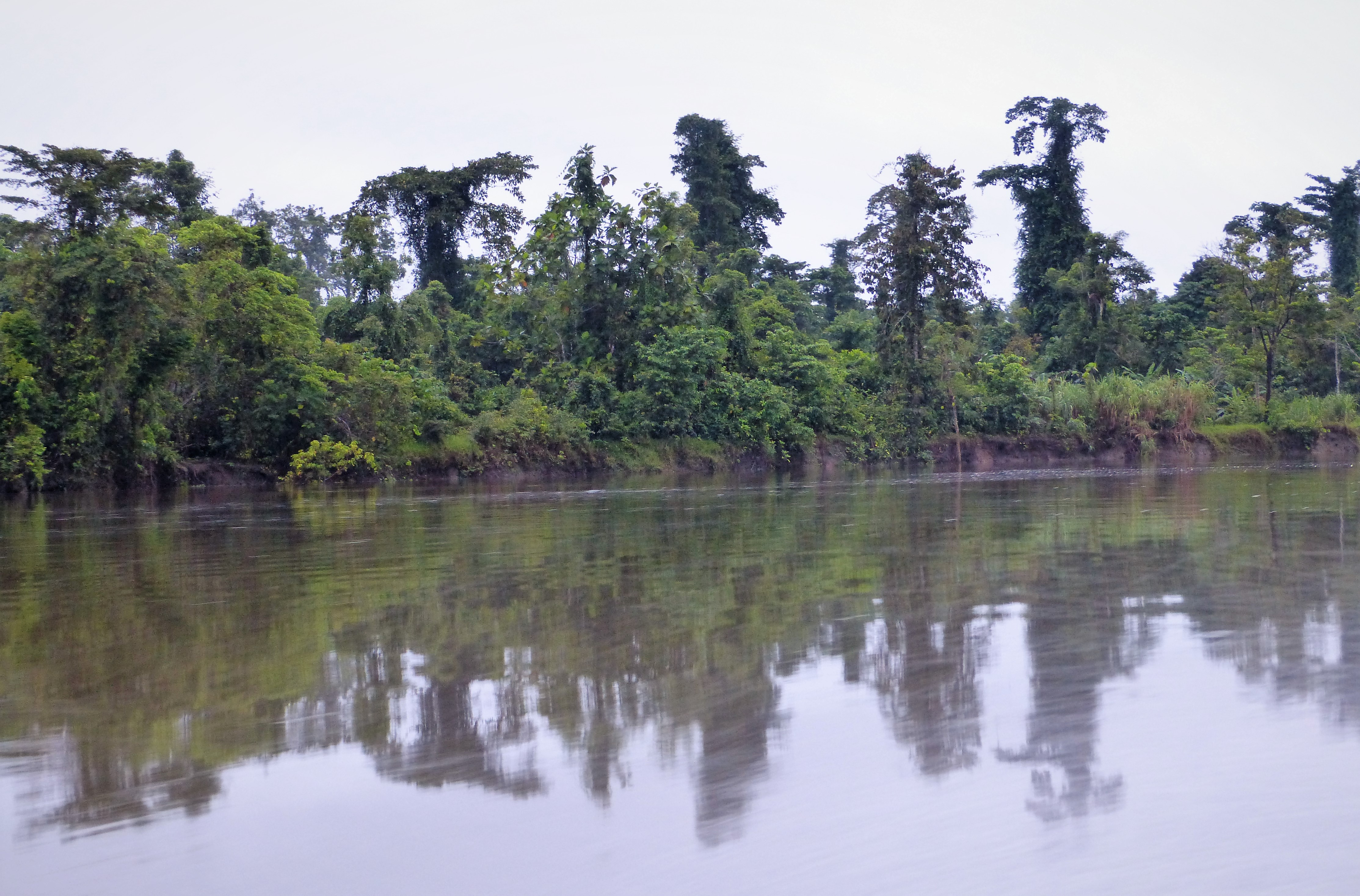
Foresta pluviale lungo il corso del Fiume Fly, 2019

La vegetazione è costituita principalmente da foreste tropicali di latifoglie di pianura, sia di tipo alluvionale che collinare, oltre a una porzione (17%) di savana. Piccole percentuali (meno del 10% ciascuna) di foresta pluviale semi-sempreverde, foresta tropicale montana sempreverde, foresta calcarea, foresta di torbiera e foresta di palude d'acqua dolce sono presenti nell'ecoregione.
L'habitat più esteso nell'ecoregione è la foresta sempreverde di latifoglie di pianura, che può essere suddivisa grossolanamente in foresta alluvionale e foresta collinare.
La foresta alluvionale di pianura ha una volta a più livelli e irregolare, con molte piante emergenti. Il sottobosco della foresta contiene uno strato di arbusti ed erbe con una varietà di rampicanti, epifite e felci. Le palme possono essere comuni nello strato di arbusti. La composizione floristica mista degli alberi della volta comprende Pometia pinnata, Octomeles sumatrana, Alstonia scholaris e specie di Ficus e Terminalia. Altri generi importanti includono Pterocarpus, Artocarpus, Planchonella, Canarium, Elaeocarpus, Cryptocarya, Celtis, Dracontomelon, Dysoxylum, Syzygium, Vitex, Spondias e Intsia. Sebbene presenti, i dipterocarpi non formano foreste estese in Nuova Guinea, come invece accade in Malesia e Borneo.
Le foreste di collina sono dominate da Hopea celtidifolia e Vatica rassak, mentre gli elementi montani inferiori includono Podocarpus e Lithocarpus. Le pianure del corso superiore del fiume Fly, fatta eccezione per gli estesi insediamenti attorno alla miniera di Ok Tedi a ovest, rappresentano una vasta distesa di foresta pluviale umida scarsamente popolata e secolare che è caratteristica del biota straordinariamente ricco dell'area.

## Fauna

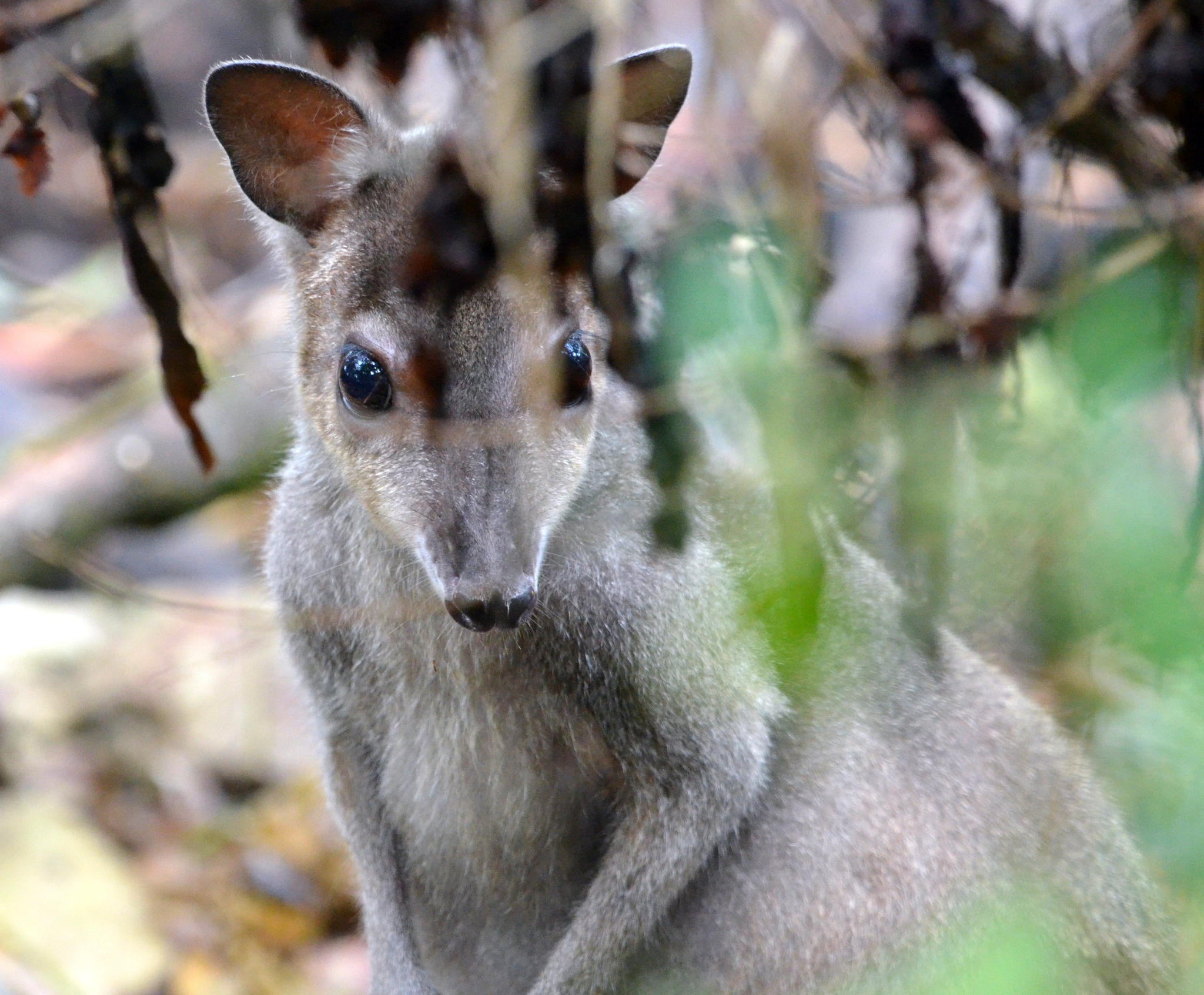
Dorcopsis luctuosa, Papua Nuova Guinea, 2024

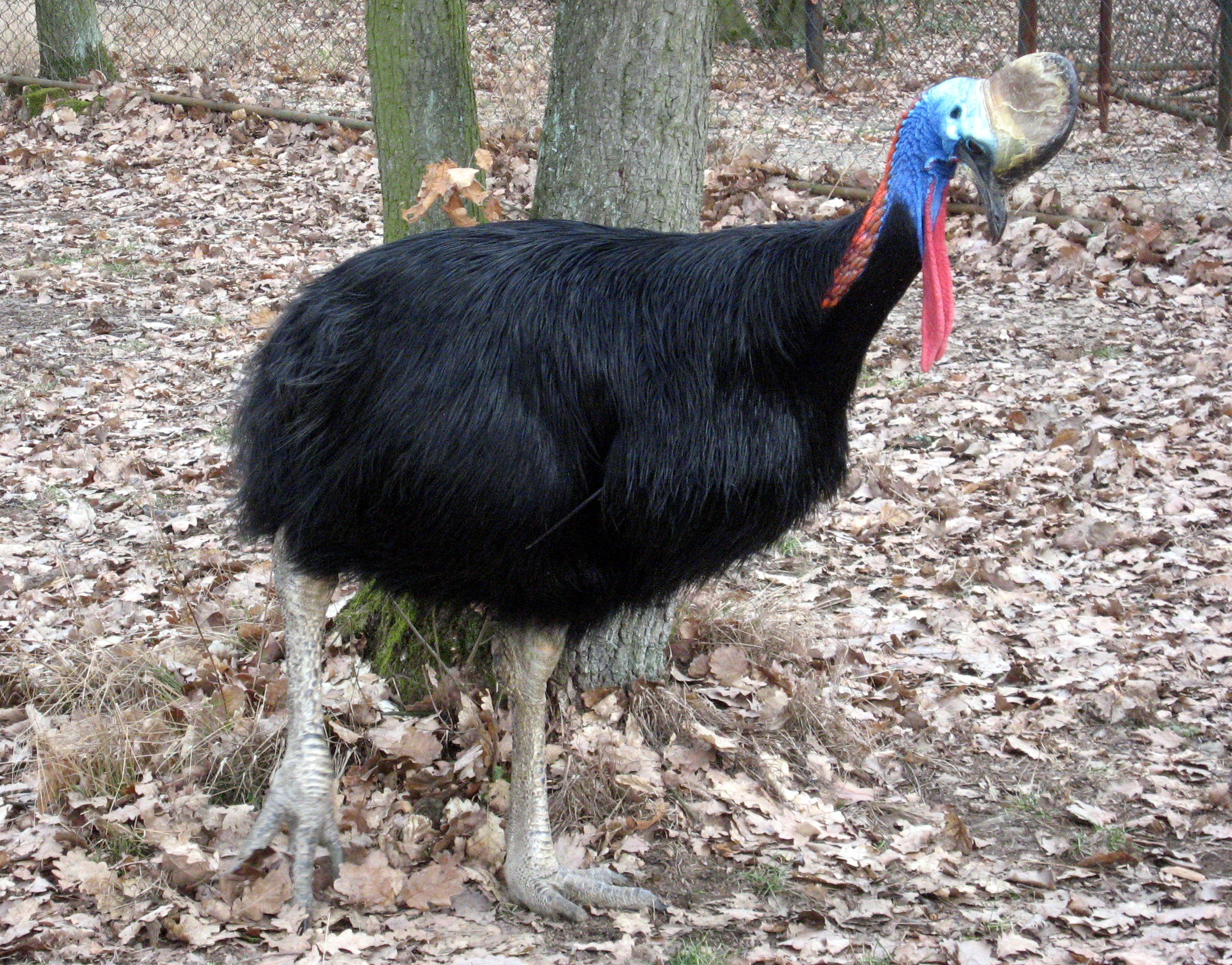
Casuarius casuarius, 2015

In generale, questa ecoregione mostra una ricchezza e un endemismo minore rispetto a quelli della contigua ecozona dell'Indo-Malesia.
La fauna dei mammiferi è composta da un'ampia varietà di marsupiali tropicali dell'Australasia, tra cui un canguro arboricolo. L'ecoregione contiene sessantanove specie di mammiferi, tredici delle quali sono endemiche o quasi endemiche. Il pipistrello della frutta di Bulmer (Aproteles bulmerae) e il Topo spazzola di pianura (Pogonomelomys bruijni) sono in grave pericolo di estinzione, mentre il pipistrello della frutta dalle narici a tubo minore (Nyctimene draconilla), il pipistrello dalla coda di teschio  (Emballonura furax), il pipistrello dal naso a foglia del fiume Fly ('Hipposideros muscinus) e il pipistrello mastino dalle grandi orecchie (Otomops papuensis) sono considerati vulnerabili.
Altre specie endemiche o quasi endemiche della regione includono:
- Dendrolagus spadix;
- Dorcopsis luctuosa;
- Dorcopsis muelleri;
- Hipposideros wollastoni;
- Kerivoula muscina;
- Melomys lorentzii;
- Melomys gracilis;

L'avifauna dell'ecoregione ha caratteristiche australasiatiche e include diversi rappresentanti di famiglie australasiatiche fra cui Paradisaeidae, Ptilonorhynchidae, Eopsaltridae, e Meliphagidae. Ci sono 344 specie di uccelli nell'ecoregione, incluse 5 specie endemiche e quasi endemiche. L'ecoregione interseca due (Endemic Bird Area (EBA) separate, le pianure della Papua meridionale e la Trans Fly.
Altre specie di uccelli endemici o quasi endemici della regione sono:
- Talegalla cuvieri o tacchino di boscaglia beccorosso;
- Charmosyna multistriata o lorichetto striato;
- Tanysiptera hydrocharis o martin pescatore del paradiso minore;
- Meliphaga mimikae o succiamiele pettomacchiato;
- Paradisaea apoda o paradisea maggiore;
- Casuarius casuarius o casuario australiano.

## Conservazione

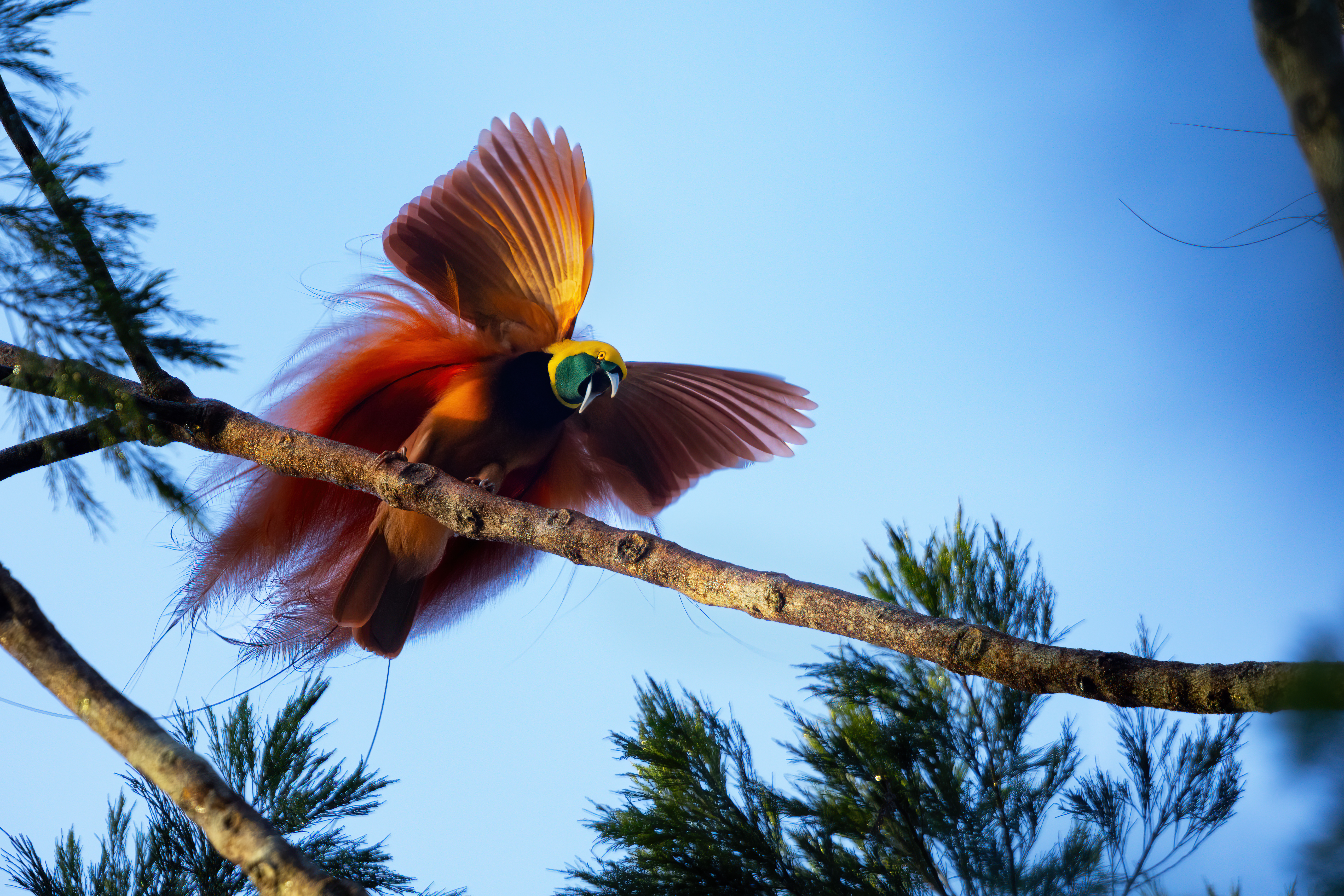
Paradisaea raggiana, Papua New Guinea, 2024

La principale minaccia deriva del disboscamento e diverse grandi concessioni di legname sono assegnate in tutta l'ecoregione. Ulteriori minacce includono l'agricoltura tradizionale e l'espansione delle aree di caffè di sussistenza. Altre minacce vengono dalla caccia per la vendita e il commercio dell'uccello della  Paradisaea raggiana.
Lo stato di conservazione della regione è considerato critico.
La maggiore area protetta della regione è il Parco nazionale di Lorentz in Indonesia. Altre aree protette nella Papua Nuova Guinea sono:
- Riserva faunistica di Sulamesi, sul monte Bosavi, nella Provincia degli Altopiani del Sud;[4]
- Riserva naturale del fiume Kikori, lungo il bacino del fiume omonimo;[5]